# Лева
Лева — река в России, протекает по Кондинскому району Ханты-Мансийского АО. Устье реки находится у озера Среднесатыгинский Туман. Длина реки составляет 109 км, площадь водосборного бассейна — 1330 км².

## Притоки
- 49 км: река Вишья
- 64 км: река Самсур
- 78 км: река Венгель

## Данные водного реестра
По данным государственного водного реестра России относится к Иртышскому бассейновому округу, водохозяйственный участок реки — Конда, речной подбассейн реки — Конда. Речной бассейн реки — Иртыш.
Код объекта в государственном водном реестре — 14010600112115300016924.